# Шугарлоуф Со Мил (Калифорнија)
Шугарлоуф Со Мил (енгл. Sugarloaf Saw Mill) насељено је место без административног статуса у америчкој савезној држави Калифорнија.

## Демографија
По попису из 2010. године број становника је 18.
| Група             | 2000.    | 2010.      |
| Белци             | 0 (0,0%) | 11 (61,1%) |
| Афроамериканци    | 0 (0,0%) | 0 (0,0%)   |
| Азијати           | 0 (0,0%) | 0 (0,0%)   |
| Хиспаноамериканци | 0 (0,0%) | 4 (22,2%)  |
| Укупно            | 0        | 18         |